# Barkasowo (stacja kolejowa)
Barkasowo (ukr. Баркасово, ros. Баркасово, węg. Barkaszó) – stacja kolejowa w miejscowości Barkasowo, w rejonie mukaczewskim, w obwodzie zakarpackim, na Ukrainie. Leży na linii Lwów – Stryj – Batiowo – Czop.
Stacja istniała przed II wojną światową.